# Stabdolch
Als Stabdolch, Dolchaxt, Dolchklinge oder Schwertstab bezeichnet man Äxte mit einer dolchartigen Klinge aus Kupfer oder Bronze, die durch ihre rechtwinklige Befestigung an einem hölzernen Schaft zu einer Art Hiebwaffe, einem kultischen Gegenstand oder zu einem astronomischen Messinstrument werden.

## Beschreibung
Die Verbreitung ist auf bestimmte Regionen konzentriert. Schlüsselbereiche der Herstellung und Verwendung waren Irland, Mitteleuropa (Aunjetitzer Kultur) und Spanien (in Südfrankreich und Oberitalien als Felsritzungen). Irland ist die wichtigste Region mit etwas mehr als 30 Prozent aller bekannten Stabdolche.
Die Stabdolcharten der frühen Bronzezeit: längere Stange (Felskunst aus Mont Bego). Eine kurze Version zeigt die Statue von Valdefuentes de Sangusín, span. Estatua menhir de Valdefuentes, in Spanien.
Stabdolche wurden von der Frühbronzezeit bis in die frühe Eisenzeit (2300 bis 1500 vor Christus) verwendet. Die Klingenbefestigung entspricht bei den meisten bronzezeitlichen Fundstücken der Schäftungs- und Niettechnik, wie sie auch für Messer, Dolche und Schwerter in jener Zeit üblich war. Wesentlich früher datiert sind Flintstabdolche, die aus dem 4. Jahrtausend stammen. Derzeit ist nicht klar, ob es sich dabei um die früheste Form oder eine unabhängige Entwicklung handelt.

## Verwendung
Stabdolche sind nach Lehrmeinungen eine Kombination von Stich- und Hiebwaffe, die sich in der Bronzezeit von Waffen zu Würdeabzeichen gewandelt haben. Paul Treherne sah den Stabdolch als die erste Waffe, die explizit als solche geschaffen wurde und nicht die Umnutzung eines Werkzeuges darstellt. Ronan O’Flaherty sah vor allem den Schädel als Angriffsziel, Brandherm auch die Kehle. O’Flaherty erprobte die Wirkung der Waffe an Schafen und fand sie effektiv. Waffen, die eine gewisse Ähnlichkeit aufweisen, jedoch deutlich schärfer und spitzer sind, kennt man aus verschiedenen ostasiatischen Kulturen. Die einzige bekannte europäische Parallele weist die sogenannte Stangenaxt im Mittelalter auf.
Dem gegenüber steht die Meinung anderer Wissenschaftler, die den Stabdolch als eine Art Kultobjekt ansehen. Dafür spricht vor allen Dingen die deutlich abgerundete Spitze des Schaftes, der keine richtige Klinge aufweist. Eine Nachschärfung, wie sie bei einer Metallklinge nötig wäre, würde sicherlich deutliche Spuren hinterlassen. Zudem wurden auch Stabdolche gefunden, die als Hohlkörper aus Bronze gegossen wurden. Diese würden beim ersten Hieb stark deformiert werden. Die hervorstehenden Nieten und die Verzierungen sprechen eher für einen Kultgegenstand. Einige Funde weisen zudem eine kleine Plattform am Kopf auf, die für eine Waffe überflüssig wäre. Ihrer Meinung nach sind sie als Waffe nicht sinnvoll zu gebrauchen und wurden auch nicht zu diesem Zweck angefertigt.
Es wurden, soweit bekannt ist, keine Skelette gefunden, deren Wunden einer solchen Waffe entsprechen würden, jedoch wären diese Wunden wohl auch nicht einfach nachzuweisen.
Die Bedeutung der Stabdolche als Rangabzeichen oder Kultgerät geht ihrer Meinung nach aus Felsritzungen hervor.
Wieder andere Wissenschaftler sehen sie sowohl als Waffe als auch als rituellen Kultgegenstand. Ihrer Meinung nach ist der Symbolcharakter nicht von der praktischen Funktion als tödliche Waffe zu trennen. Sie vergleichen dies zum Beispiel mit der Verehrung von Schwertern, die ja sowohl beim Ritterschlag als auch als Waffe eingesetzt werden konnten.
Aus Irland liegen Exemplare mit erhaltenem Holzschaft vor (Carn, County Mayo, mit einem Eichenschaft); der Stabdolch von Altnamacken, County Armagh, hatte einen Holzgriff, der nicht konserviert werden konnte. Aus Schweden ist ein Exemplar mit Metallschaft bekannt. Manche Schäfte wurden durch Kalthämmern gehärtet. Inzwischen sind auch Holzfunde aus Deutschland bekannt. Dabei ermittelte man zwar die Nutzung von Eibenholz, jedoch war es nicht das Kernholz, das für eine Schlagwaffe wesentlich besser geeignet wäre.
Alles in allem ist der Zweck dieser sogenannten Stabdolche bislang mehr oder weniger unklar und eines der vielen Mysterien der Archäologie. Für eine Nutzung als Stichwaffe lässt sich jedenfalls keine plausible Anwendung finden.

### Astronomische Verwendung

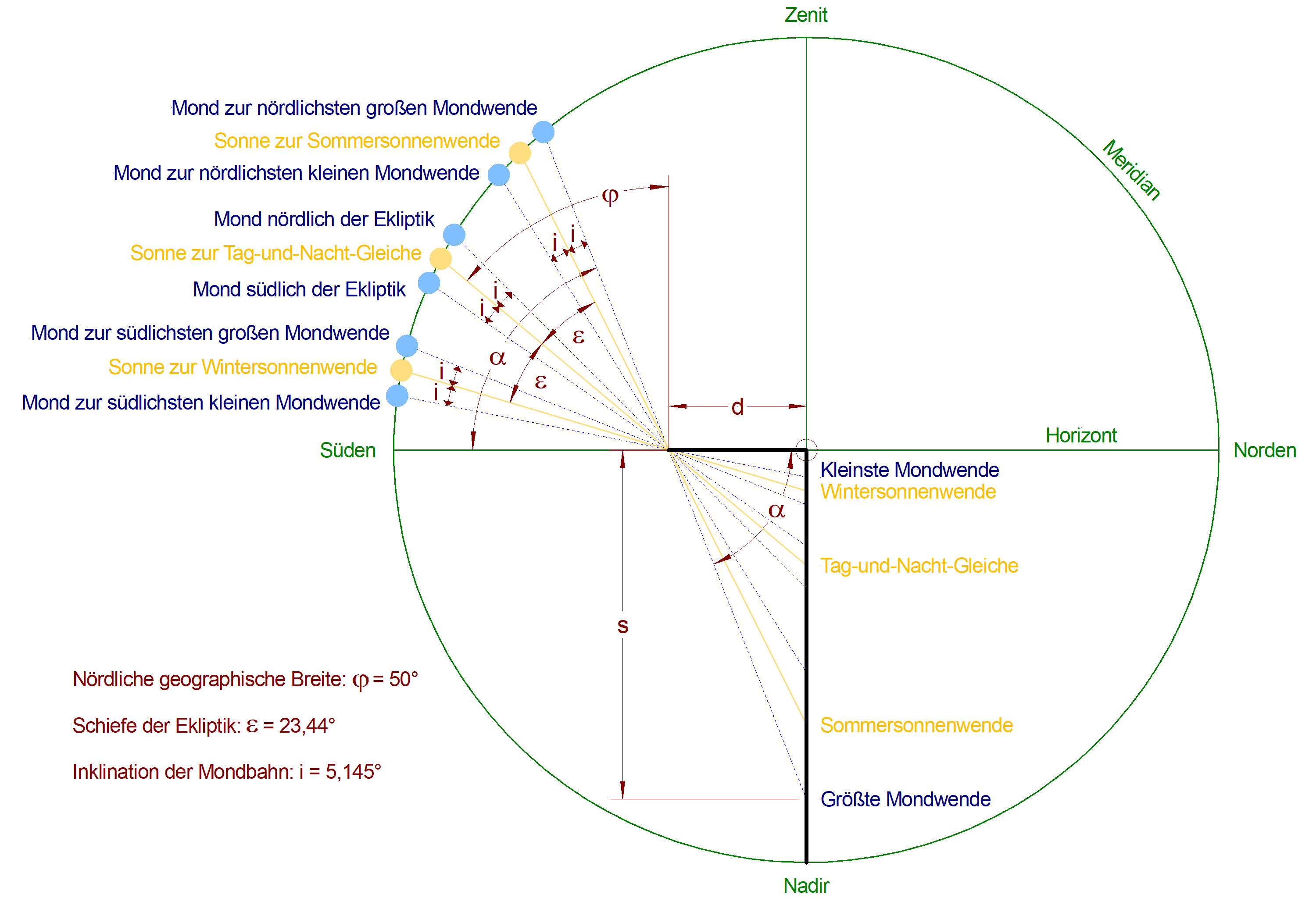
Schattenlängen bei einem senkrecht aufgestellten Stabdolch (Bildmitte, schwarz) mit senkrecht dazu stehender und nach Süden zum Horizont ausgerichteter Dolchklinge bei verschiedenen jahreszeitlich auftretenden extremen Sonnen- und Mondständen bei deren oberer Kulmination auf dem Meridian. Die Darstellung entspricht einem Beobachtungsort mit 50 Bogengrad geographischer Breite. Die Formelbuchstaben haben folgende Bedeutungen:
d = konstante Länge der Dolchklinge in horizontaler Richtung gemessen von der Dolchspitze bis zum Stab
Höhenwinkel von Mond oder Sonne gemessen vom Horizont in Richtung Zenit (respektive in Richtung Nadir, siehe auch Strahlensatz)
Länge des Schattenwurfs in vertikaler Richtung gemessen von der Dolchklinge bis zum Schattenrand

Es ist jedoch festzustellen, dass Stabdolche senkrecht ausgerichtet bei der Beobachtung der oberen Kulmination von Sonne und Mond auf dem südlichen Meridian mithilfe des Schattenwurfs der Klinge auf den Stab zur Bestimmung der Südrichtung, der Sonnenwenden, der Tag-und-Nacht-Gleichen sowie der ekliptikalen Breiten des Mondes inklusive der Mondwenden verwendet werden können.

## Rituelle Zusammenhänge
In den Hortfunden finden sich oft Niederlegungen als Zwillingspaar, was einen rituellen Hintergrund haben könnte. Ebenso wurden Stabdolche teilweise vorsätzlich mitten im Schaft zerbrochen oder zusammengebogen, aber ebenso häufig auch im intakten Zustand niedergelegt. Christian Horn sieht darin einen kulturellen Hintergrund, dass die Stabdolche wie ihre Besitzer rituell sterben müssten, um sie auf die Reise ins Jenseits zu begleiten. Dies erklärt jedoch nicht, wieso einige Stabdolche ganz, andere aber zerbrochen waren. Interessant ist auch, dass einige Stabdolche neu geschäftet und offenbar an die nächste Generation vererbt wurden. Seit der Urnenfelderzeit, also rund 800 Jahre später, wurden die Stabdolche häufig durch Sicheln ersetzt.

## Verbreitung
Stabdolche finden sich von Polen bis Spanien, teilweise als Gewässerfunde, aber auch zahlreich als Hortfunde, die unter anderem auch Beile enthielten. Die ältesten Stabdolche stammen Thomas Schuhmacher zufolge vielleicht aus Irland (um 2300 v. Chr.). Seiner Meinung nach hat sich die Idee über Frankreich nach Spanien, Italien und Mitteleuropa ausgebreitet.
Tatsächlich wurden inzwischen weitaus ältere Funde in Dänemark, Deutschland und den Karpaten gemacht, deren Kulturen seit der Bronzezeit in direkter Wechselwirkung stehen.
Ein Depot mit zwei Flintstabdolchen der mittelneolithischen Trichterbecherkultur (TBK) wurde in Oppe Sundby, Friedrichsborg Amt (sowie weitere acht Flintstabdolche in Bjerre, Vejle Amt) ergraben. Bemerkenswert ist, dass es sich nicht um Kupfer oder Bronze, sondern um Feuerstein aus Nordjütland und von den dänischen Inseln handelt. Falls dies eine Frühform ist, muss es sich von dort nach Mitteldeutschland und schließlich über Westeuropa verbreitet haben. Dafür sprechen die zahlreichen Stabdolche aus Bronze, die ebenfalls in Jütland, Dänemark und Norddeutschland gefunden wurden. Ob es sich jedoch wirklich um eine Tradition handelt, die vom Neolithikum bis zur Aunjetitzer Kultur reicht, ist fraglich, zumal es einige Unterschiede zwischen der Stein- und der Metallform gibt.
Die beiden mit den Spitzen zueinander im Boden niedergelegten Schmöckwitzer Stabdolche aus dem ersten Viertel des zweiten vorchristlichen Jahrtausends wurden Mitte der 1870er Jahre bei Feldarbeiten auf dem großen Werder bei Schmöckwitz gefunden und 1881 vom Berliner Museum angekauft. Nach dem Zweiten Weltkrieg wurden sie nach Russland gebracht und befinden sich nun im Puschkin-Museum in Moskau.
Die Fundschwerpunkte liegen hauptsächlich in Mitteldeutschland und der westlichen Ostseeküste (im Rahmen der Aunjetitzer Kultur) sowie in Südostiberien (im Siedlungsgebiet Bastetani, Oretani, Edetani) und in Schottland (im Siedlungsraum der Pikten). Daneben waren sie in Irland verbreitet. Jedoch sind Funde über halb Europa verstreut und wurden unter anderem auch in Frankreich, Slowenien und Pannonien, den Karpaten und in Mittelitalien (etwa im Bereich der Osker, Umbrer und Messapier) gemacht.
Stabdolche wurden rund um den Mont Bégo in den ligurischen Alpen in den Fels geritzt. Die Bilder des Mont Bégo und des Valcamonica zeigen eine Reihe von Typen, die nicht durch Funde belegt sind. Zugleich bezeugen die Felsbilder, dass die Verbreitung weiter war als durch Funde belegt. Einige Funde werden nach C14-Datierung auch der Remedello-Kultur in der westlichen Po-Ebene zugeschrieben. Bei Oukaimeden in (Marokko) gibt es zahlreiche, sehr exakte Abbildungen.
Der Statuenmenhir von Valdefuentes de Sangusín (Provinz Salamanca, Spanien) trägt Schwert und Stabdolch. Auf einer Stele von Arco am Gardasee (Italien) gehören Stabdolche und Dolche zur Ausstattung. Auch auf dem Menhir von Weilheim (Tübingen), einem Stein der frühbronzezeitlichen Neckar-Gruppe, sind fünf Stabdolche eingeritzt. In der Almería-Region wurde ein Mann mit einem Stabdolch in der Hand begraben. Er wird der El-Argar-Kultur (1800 bis 1300 vor Christus) zugeschrieben, die sich aus der Los-Millares-Kultur entwickelte.
Inwieweit Stabdolche in Ost- und Südosteuropa tatsächlich verbreitet waren, wird die Zukunft zeigen. Den reichen Funden im Westen steht bisher noch eine recht dürftige Ausbeute im Osten Europas gegenüber. Leider sind viele Funde nicht mehr einem Ort zuzuordnen und so mancher Fund wird in den Archiven der Museen wiederentdeckt. Fehlende Metallfunde sind oft auch auf Raubgrabungen und jüngere Kriege zurückzuführen und können leicht zu Fehlinterpretationen führen.
Die Stabdolche sind ein deutlicher Hinweis, dass hinter dieser Idee eine Gemeinsamkeit stand, die sich von der westlichen Ostseeküste nach Westeuropa ausbreitete, und zwar bereits vor der Urnenfelder und Hallstatt-Kultur. Mit dem Beginn der Hallstatt-Zeit endet um zirka 800 vor Christus die Deponierung von Hortfunden dieser Art.

### Chinesische Stabdolche
Es gab Dolchstab-Waffen auch in China, von der Shang- (1450 vor Christus) bis zur Han-Dynastie (220 nach Christus). Ein Stabdolch wurde im Tarimbecken in Yanghai, Region Turfan an der Seidenstraße gefunden, der auf das 11. Jahrhundert vor Christus datiert wurde. Vermutlich wurde diese Idee aus Europa über die Seidenstraße exportiert.

### Indische Stabdolche

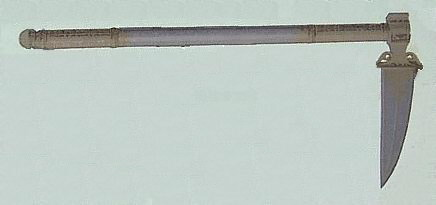
Zaghnal, indischer Stabdolch

Aus Indien sind Stabdolche bekannt, die als Zaghnal (englisch: „Crow-Bill“) in etlichen Museen ausgestellt werden. Die Konstruktion mit der seitlich hervorstehenden, dolchartigen Klinge findet sich in Europa auch beim Reiterhammer wieder.

### Hortfund von Dieskau

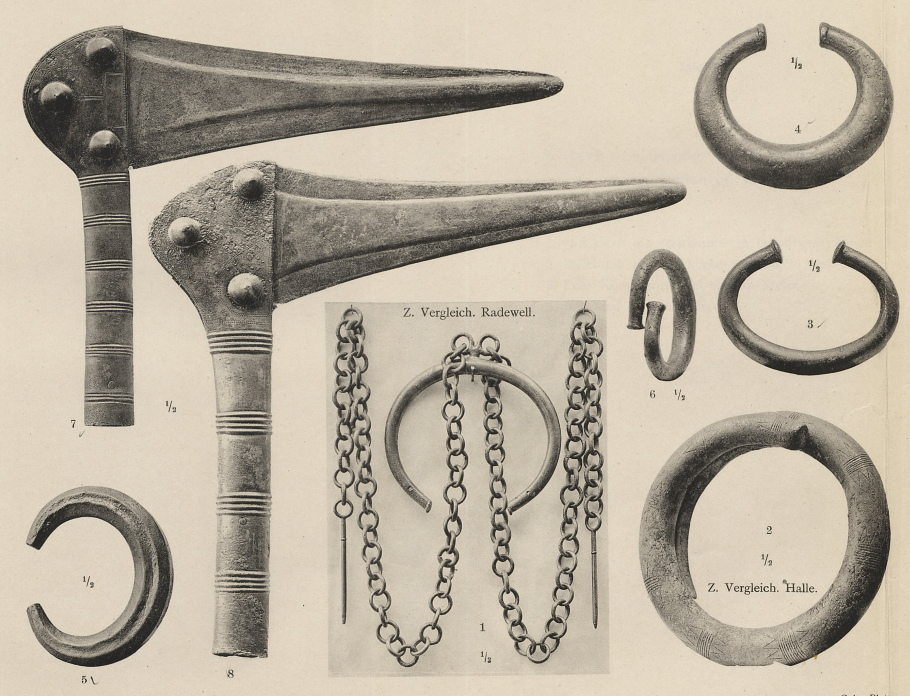
Zwei Stabdolche aus dem Hortfund von Dieskau

Einer von zahlreichen frühbronzezeitlichen Hortfunden aus der Umgebung von Halle wurde 1904 auf einem Acker nördlich von Dieskau ausgepflügt. In 75 Zentimetern Tiefe wurde ein großes Tongefäß, welches randvoll mit Bronzen gefüllt war, geborgen. Im Bereich des Gefäßbodens fanden sich Bernsteinperlen. Zum Hortinventar zählen drei Stabdolche in unterschiedlicher Erhaltung sowie elf Stabdolchklingen. Die in der frühen Bronzezeit in nahezu ganz Europa verbreiteten Stabdolche zeigen jeweils regionale Besonderheiten, ein Indikator dafür, dass die Klingen in der Regel lokal hergestellt wurden. Die aufwendige Gestaltung mancher Objekte sowie die oftmals fehlende Stabilität schließen die Verwendung als Waffe aus. Bei den Objekten handelt es sich vermutlich vielmehr um Rangabzeichen oder Statussymbole einer Oberschicht. Ferner kann aufgrund von Abbildungen auf Felsbildern in Skandinavien und Norditalien eine Verwendung im kultisch-religiösen Bereich angenommen werden.

### Galerie

Stabdolche
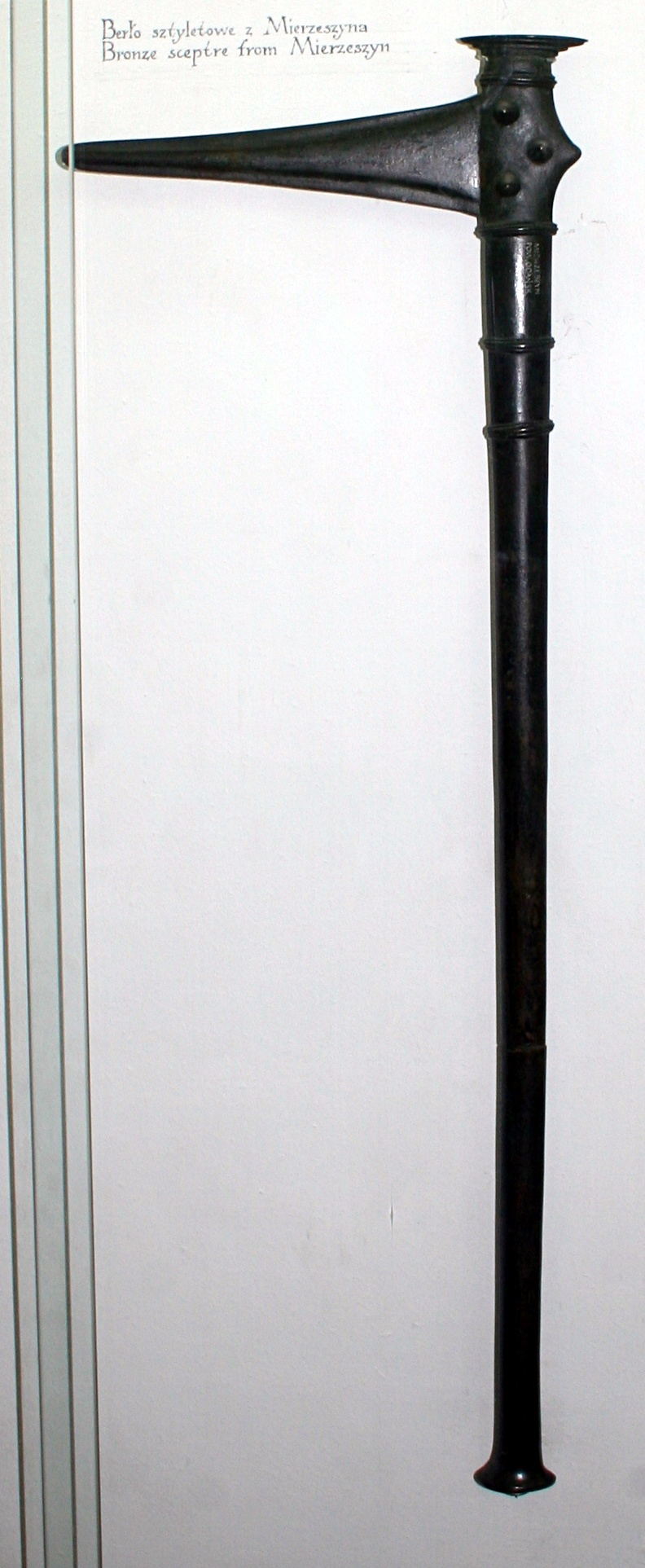
Bronze, Archäologisches Museum Danzig, Polen.
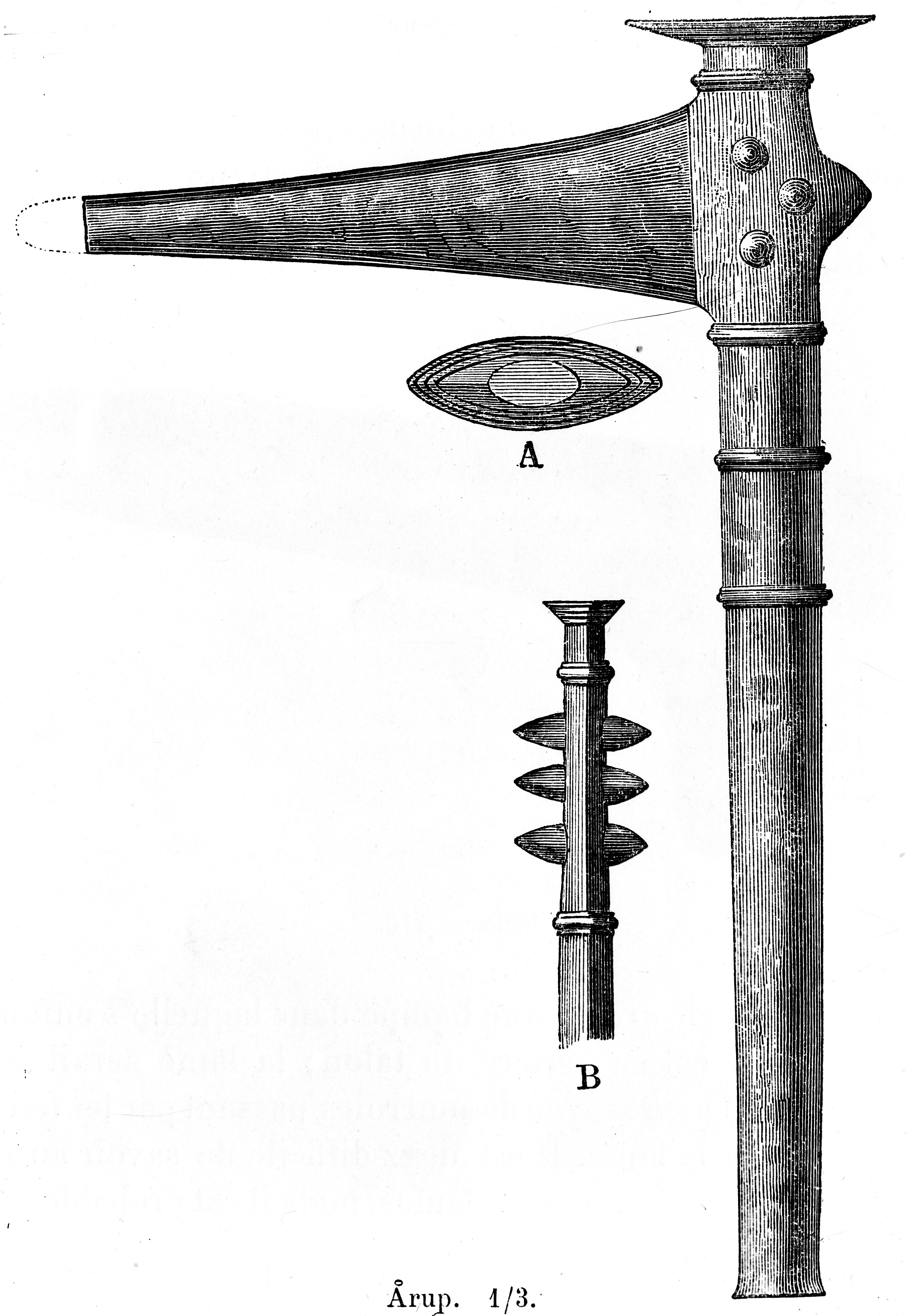
Bronze, Arup, Schweden
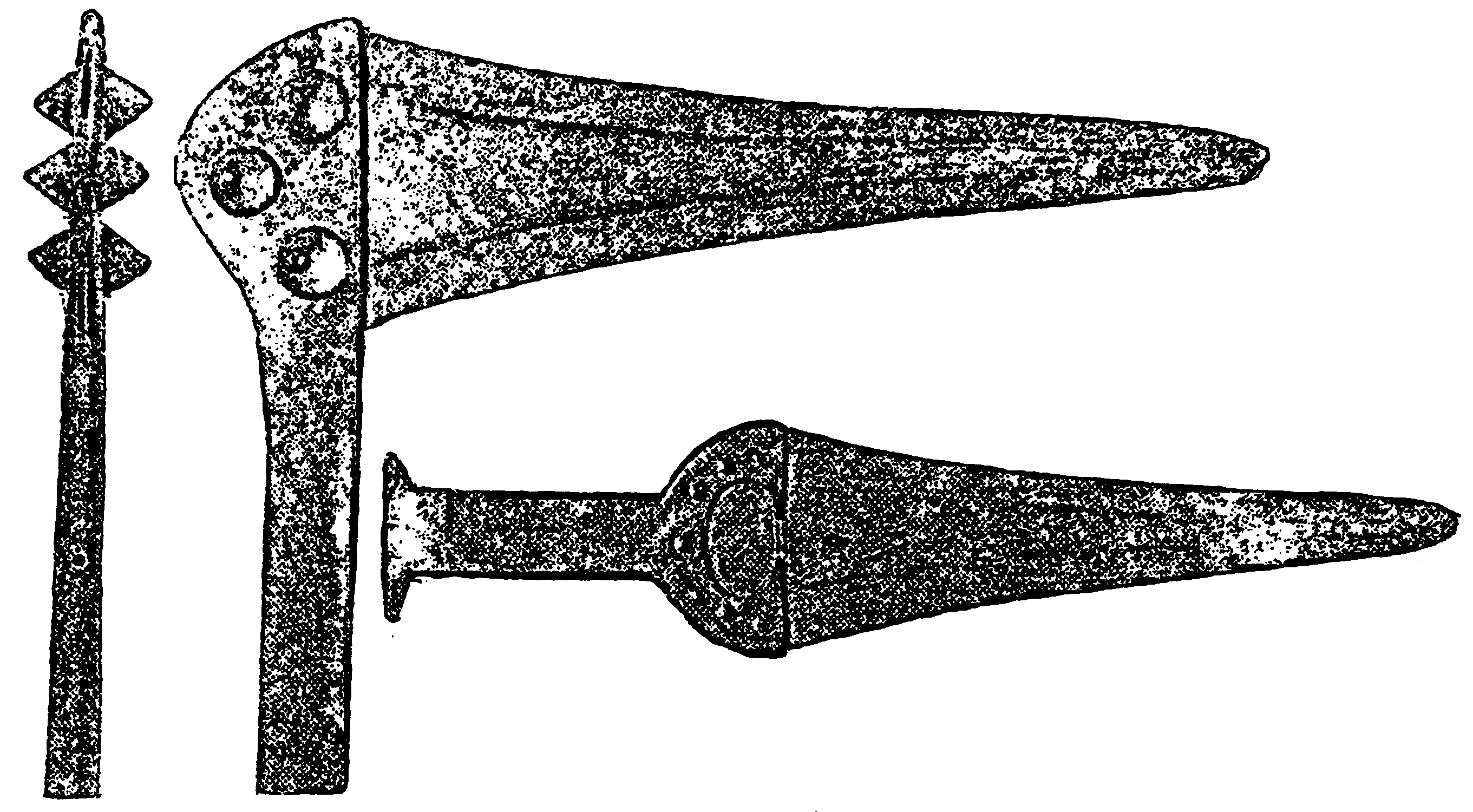
Bronze, Halle-Kanena, Deutschland